# ストルナーラ
ストルナーラ（イタリア語: Stornara）は、イタリア共和国プッリャ州フォッジャ県にある、人口約5,800人の基礎自治体（コムーネ）。

## 地理

### 位置・広がり

#### 隣接コムーネ
隣接するコムーネは以下の通り。
- チェリニョーラ
- オルドーナ
- オルタ・ノーヴァ
- ストルナレッラ